# Benton (condado de Lake, Illinois)
Benton Township é um município em Lake County, Illinois, Estados Unidos. No censo de 2010, sua população era de 18.951 pessoas.

## Geografia
Benton Township abrange uma área de 38.5 km2 (14.9 sq mi); disto, 0.7 km2 (0.27 sq mi) ou 1,92 por cento é água.

### Cidades e vilas
- Parque Aquático
- Winthrop Harbor

### Municípios adjacentes
- Pleasant Prairie Township (norte)
- Bristol Township (noroeste)
- Zion Township (centro)
- Newport Township (oeste)
- Waukegan Township (sul)
- Warren Township (sudoeste)

### Cemitérios
O município possui nove cemitérios: Benton Greenwood, Família Briggs, Buffalo Grove Católica, Católica, Colchester, County Line, Cranberry Lake, Pineview e Rosecrans.

### Principais rodovias
- Illinois Route 137

### Aeroportos
- Aeroporto regional de Waukegan